# Східний військовий округ (КНР)
Східний військовий округ Народно-визвольної армії Китаю (СВО НВАК, кит. 东部战区, пін. Dōngbù zhànqū) зі штаб-квартирою в Нанкіні (провінція Цзянсу) є правонаступником колишнього Нанкінського військового округу Китайської Народної Республіки: охоплює провінції Аньхой, Фуцзянь, Чжецзян, Цзянсі, Цзянсу і місто прямого підпорядкування Шанхай на сході центральної частини країни; контролює військові операції в Східнокитайському морі.
Цей регіон надважливий для досягнення оголошених зовнішньополітичних цілей КНР через те, що до його зони відповідальності входять прилеглі акваторії Тайванської протоки і острови Сенкаку, що де-факто належать державам, з якими КНР не має сухопутного кордону — Тайваню і Японії відповідно.

## Склад
СВО НВАК складається з Сухопутного командування, якому підпорядковані 71-й, 72-й та 73-й (амфібійний) армійські корпуси, що доповнені спеціалізованими, десантними та артилерійськими бригадами.
Його військово-морська компонента — Східний флот НВАК — управляє надводними кораблями, підводними човнами та десантними кораблями і має на меті забезпечити панування в Східнокитайському морі.
Загалом на 2024-й рік округ включав такі формування:
- Сухопутні сили:
  - 18 загальновійськових бригад[a]
  - три бригади ППО
  - три артилерійські бригади
  - три бригади армійської авіації;
- Морські сили:
  - дві військово-морські бази
  - дві флотилії підводних човнів
  - дві флотилії міноносців
  - Корпус морської піхоти:
    - штаб
    - дві бригади
    - авіаційна дивізія спеціального призначення

  - гелікоптерна бригада
- Сили спеціальних операцій:
  - три бригади;
- Повітряні сили:
  - дві авіабази[b]
  - 13 бригад винищувачів/штурмовиків
  - одна авіатранспортна бригада
  - одна дивізія літаків спеціального призначення
  - одна дивізія бомбардувальників;
- Ракетні війська
  - 11 ракетних бригад
  - одна група ракетних ШПУ.